# Колупаєв Володимир Євгенович
Володимир Євгенович Колупаєв (нар. 17 вересня 1964, Мещерське) — історик, доктор історичних наук, російський релігійний діяч, священник інкардинований у Львівську архієпархію УГКЦ.

## Біографія
Теми наукового інтересу: історія, культура та релігійне життя Російського Зарубіжжя. Викладав історичні дисципліни в Москві, Калузі, Обнінську і Новосибірську. Автор книг і наукових статей, учасник міжнародних наукових конференцій, в тому числі в інституті історії церкви УКУ у Львові.
Учасник Католицької енциклопедії
Член міжнародного наукового комітету та італійської редакції журналу «La Nuova Europa: rivista internazionale di cultura»/
Член редакційної колегії науково-освітнього журналу «Studia Humanitatis» ISSN 2308-8079.
У 2007 році запрошений в центр «Християнська Росія» в Серіате, Італія.
Учасник проєкту створення бази даних «Personalità: Martiri — Chiesa cattolica, Confessori della fede — Chiesa cattolica» на італійській мові.
Асистент міжнародного руху «Матері в молитві». та «Християнське відродження»
Служить на парафії Найсвятішого Ізбавителя в Серіате, єпархія Бергамо, де керує Пастирським центром святого Папи Івана XXIII.

## Публікації українською мовою
- Українські греко-католицькі антимінси * XX століття в російській літургійній практиці // Метрон  № 12 Львів, 2015.
- Російська Католицькаї Церква Візантійського обряду // ПАТРІАРХАТ. Львів. 2011, № 2.
- Китай: Католики східного обряду 1928—1949 // ПАТРІАРХАТ. Львів. 2011, № 3.
- Архієпископ Йосиф Сокольський і Україна // ПАТРІАРХАТ. Львів. 2011, № 4.

## Україністика
- Metropolit Andrej Scheptytzkij und die Griechish_Katholiken in Rusland // A.K.M.
- Buch besprechund Forum im Rundbref der M.K.M./ A.K.M. 2004. № 4.
- Documenti sulla storia del periodo sovietico dell'Ucraina dagli Archivi di «Russia Cristiana» a Seriate // Genocidi dimenticati: la Grande Fame in Ucraina (Holodomor 1932 — 33). Storia e memoria di un massacro: Atti del Convegno. Padova. 2013. 63 — 67. [Архівовано 8 грудня 2013 у Wayback Machine.]
- Greco-cattolici di Lombardia // La Nuova Europa. 2012, № 1 (361). Р. 37-38.
- L'incontro del vescovo Beschi con i cittadini ucraini: La D.L, 13.11.2011
- Ivan Keselja e Nikolaj Tegza // Nuova Europa, 2/2010 (350), p. 80 — 84.
- Un convegno per non dimenticare l'holodomor // La Nuova Europa. 2013, № 1 (367). Р. 88 — 90.
- Книжные связи русского Афона и Карпатской Руси в XX веке // The Athonite Heritage, a Scholar's Anthology. 1 — 2. 2015. Издание Международного института афонского наследия в Украине, 2015. С.216-224 [Архівовано 2 березня 2018 у Wayback Machine.].
- Русская Православная Церковь Московского Патриархата и Украинская Греко-Католическая Церковь. M, 2004.
- Образец книжной культуры российско-белорусско-украинского пограничья // «Российско — Белорусско — Украинское пограничье: история и перспективы», 18-20 сентября 2008 г., Брянск
- Митрополит Андрей Шептицкий и Всероссийский Патриарх Тихон — оппоненты? Или диалог возможен? Институт церковной истории УКУ, Львов, 2.11.2004. [Архівовано 4 січня 2018 у Wayback Machine.]
- Память Ивана Франко в Новосибирске // Сибирская католическая газета. Новосибирск, 2006. № 10.
- Личность первого Всероссийского Экзарха священноисповедника Леонида Федорова (1879—1935) // Х Международное паломничество Розария за единство Церкви: Научный симпозиум «Экзархат для католиков византийского обряда в России», 2-3 октября 2004, Бучач.
- Русские староверы и греко-католики // XI Международная научно-практическая конференция "Старообрядчество: история, культура и современность. 11 — 14 ноября 2014. Боровск
- Византизм, православие, Россия и блаженнейший Иосиф Слипый // Ученые записки. Чебоксары: Межнациональный гуманитарно-технический институт Поволжья. Т. 9. 2005. С. 5—9.
- Церковное книгоиздание на Волыни в последние годы Российской империи // Румянцевские чтения. М.: Пашков дом, 2009. С. 122—130.
- Почаевские издания начала XX века как предшественники издательской деятельности Русской православной церкви за границей // Книга в пространстве культуры. М., 2009. № 1 (5). С. 78—88
- Образ преподобного Иова Почаевского и книгоиздательские традиции православной церкви на родине и в зарубежье // Альманах библиофила. Вып. 34. М., 2010. С. 9 — 31.